# 董其昌
董其昌（1555年2月10日—1636年10月26日），字玄宰，號思白、思翁，別號香光居士，直隶华亭县（今上海松江區）人。明朝政治人物，書畫家。萬曆己丑進士，官至留都南京禮部尚書 (永樂後，明朝有北京、南京兩首都、兩套政府，南京只能管轄南京和南直隸)。與邢侗、張瑞圖、米萬鍾合稱晚明四家。

## 生平
嘉靖三十四年正月十九日（1555年2月10日），董其昌生於南直隸松江府上海縣（今屬上海市）董家匯，早年在平湖城西门冯大参家坐馆当过塾师，愛好參禪曹洞宗，与新埭镇泖口陆兆芳友好。
隆慶五年（1571年），十七歲參加松江府會考，因松江知府衷貞吉認為董寫字太差，只得第二名，從此發憤臨池，從學於陸樹聲、莫如忠等，得益不少。萬曆七年（1579年）參加應天鄉試，見王羲之《官奴帖》唐摹本，驚歎不已。
萬曆十六年（1588年）參加戊子科順天鄉試第三名舉人。萬曆十七年（1589年）己丑科第二甲第一名進士，授翰林院庶吉士，入翰林院學習，禮部左侍郎田一俊病故，護喪到田氏的家鄉福建，萬曆二十年（1592年）春，獲授翰林院編修。萬曆二十二年（1594年）皇長子朱常洛出閣講學，充任講官。萬曆二十五年（1597年）主考江西鄉試，二十七年任湖廣按察司副使，本年准致仕。萬曆三十二年（1604年）起任湖广提学副使，三十六年改四川副使，未赴任。四十一年起補山東副使，本年升河南懷慶道參政，後調河南道。
泰昌元年（1620年）明光宗即位，升為太常寺少卿、掌國子監司業事。
天啟二年（1622年）參修《泰昌實錄》。三年升少詹事，掌南京翰林院，本年升礼部侍郎、协理詹事府事。天啟五年（1625年）官至南京禮部尚書。天啟六年（1626年）辭官。
崇禎四年（1631年）任禮部尚書、掌詹事府事，同閹黨阮大鋮過從甚密。七年致仕，驰驿回籍。
崇禎九年九月二十八日（1636年10月26日）戌時，董其昌病逝於松江居所，享壽八十一歲。身後諡文敏。

## 著作
著有《容台集》、《容台別集》、《畫禪室隨筆》。

## 書畫
董其昌繪畫擅長山水，師法董源、倪瓚等人，喜純用水墨。書法初學顏真卿的《多寶塔帖》，之後改學虞世南，又溯及魏、晉，臨摹鍾繇、王羲之，參以李邕和柳公權，特色“平淡天真”。其山水畫如《關山雪霽圖》、《秋興八景冊》、《江干三樹圖》、《山川出雲圖》、《山居圖》屬明朝的巔峰之作。傳世書法作品以行書最多，代表作品有小楷書《月賦》，繼祝枝山、文徵明後對後世極有影響，康熙帝就酷愛董其昌書法，一生臨寫董字甚豐，曾遍搜董氏真跡。唯董其昌生前索畫者多，董其昌往往請人代筆。

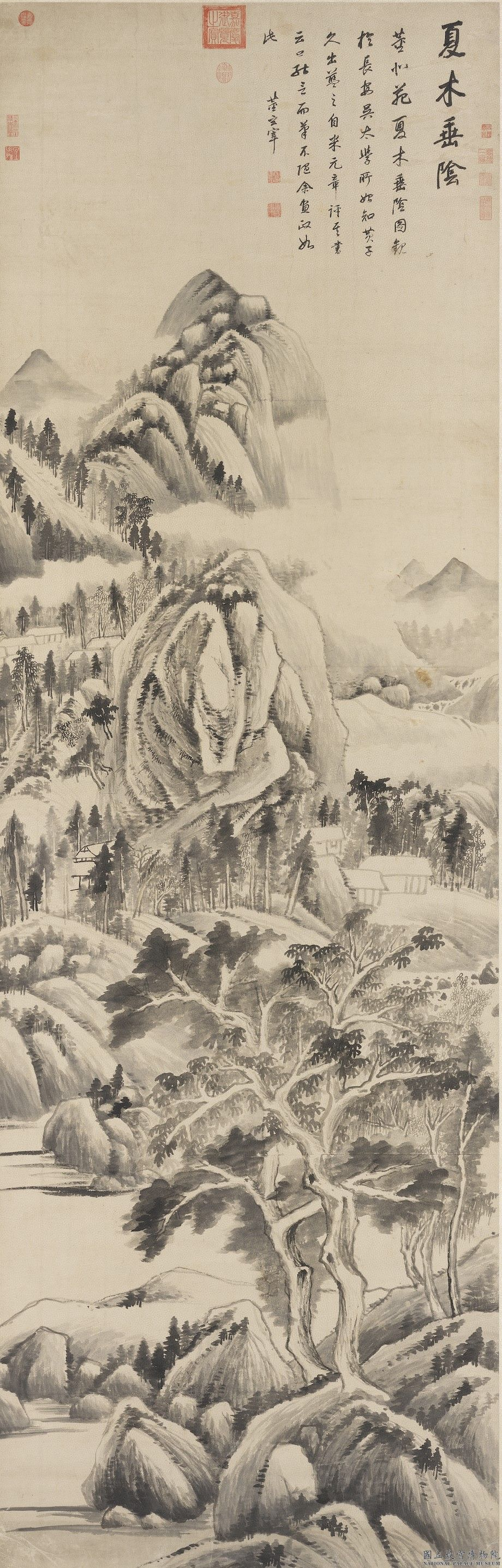
《夏木垂陰》，高321.9cm，寬102.3cm，藏於台灣台北國立故宮博物院
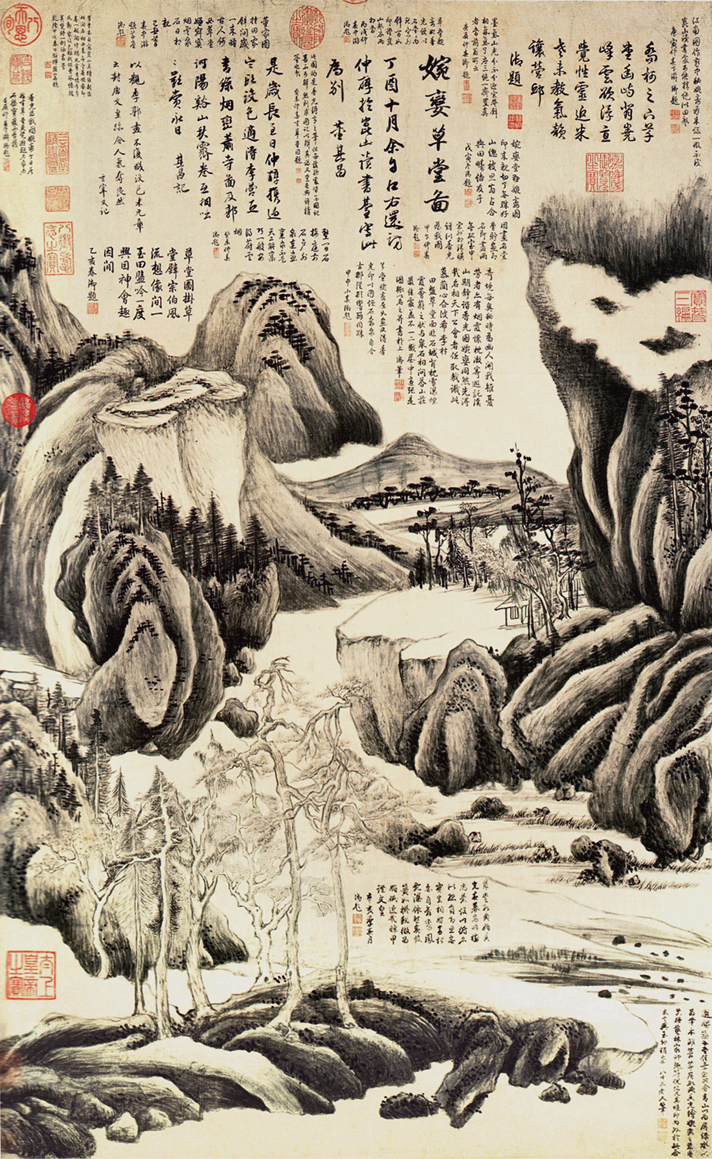
《婉孌草堂圖》，1597年
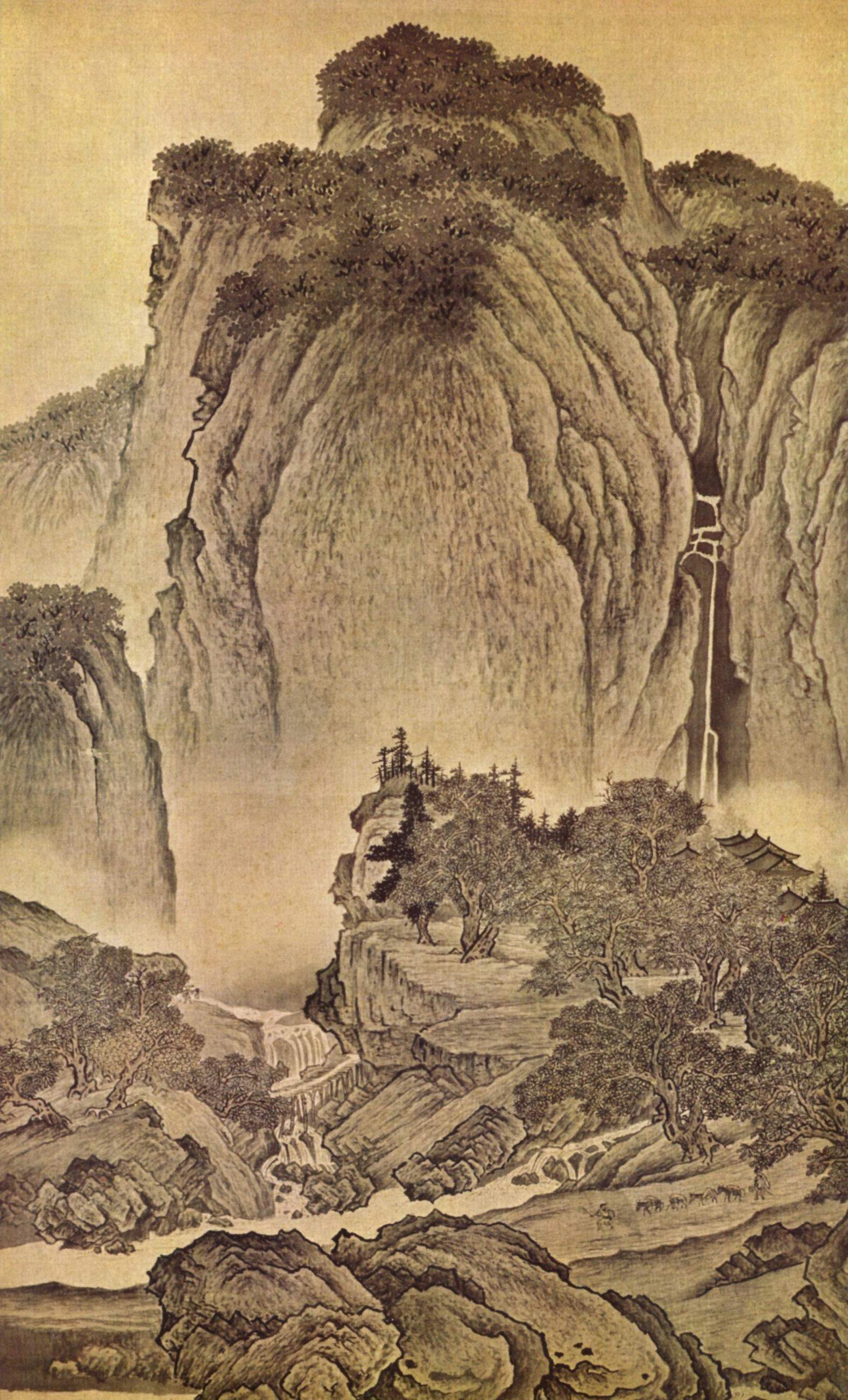
《倣范寬谿山行旅圖》，約1600年

## 家庭
曾祖董華，廪生。祖父董悌。華亭董家自董冕過繼給了母姨錢氏之後四代單傳，傳到錢悌生了兩個兒子，長子錢潮（字時信，號靜軒）、次子就是董其昌的父親董漢儒。靜軒三子錢志道、錢志學（號漸川，嘉靖庚子舉人，娶徐宗魯之女）、錢志仁（號望江）。漸川苦讀起家，官大理寺評事，隆慶年間上疏請復董姓。
- 長子董祖源，娶內閣大學士申時行的外甥女
- 次子董祖常

## 佚事

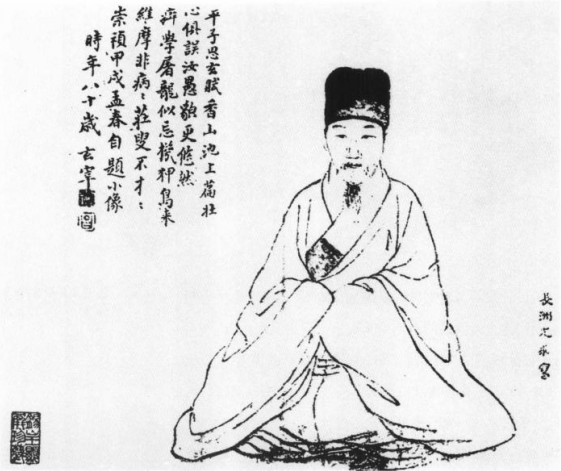
崇祯七年自画像

董其昌之父董漢儒，少年諸生，早故。萬曆己丑，董其昌夢見與其父同榜中式，自以為不吉。榜發，董其昌中第二名。而同榜真有名董漢儒之人。
董其昌是最早擁有《金瓶梅》抄本的人之一，也對《金瓶梅》的傳播有關鍵的影響。袁宏道讀了董其昌的《金瓶梅》抄本後，於萬歷二十四年（1596）致函詢問：「《金瓶梅》從何得來？伏枕略觀，雲霞滿紙，勝於枚生《七發》多矣。後段在何處？抄竟當於何處倒換？幸一的示。」
最先拥有《金瓶梅》手抄本的人有袁宏道，袁中道、屠本畯、谢肇淛、王稚登和沈德符等人。这些人的《金瓶梅》都抄自同一个人，那就是董其昌。
為《金瓶梅詞話》寫序的「東吳弄珠客」即董其昌。

## 人品不佳，恶行激民愤
万历三十二年（1604年），他被任命为湖广提学副使，是地方教育管理的重要职位。然而，他却经常拿学生开玩笑，比如在学生考试时抛下监督去观光，或者在考试前一天在办公室门口贴出“明天不考试”的牌子，这样考试当天，不知情的学生就等着出题，当其中一人问起时，他就会回答“我以为昨天就出题了”，结果让学生不及格。这激怒了当地权贵，他们纠集大批学生攻毁董其昌的官邸，导致董其昌被罢官。董其昌回到家乡华亭（现上海市松江区），在自家的地产上修建了豪华的宅邸，并积极联络官员，企图东山再起。他们还强迫黑帮抢劫他人财产、强奸普通妇女、袭击当地居民。与此同时，地方政府却视而不见。
董其昌平时是自私、自我中心、冷酷无情。董其昌與其子董祖常豢養陳明、施心旭、吴龙、朱观等惡痞，通过放高利贷等手段聚敛财富，并贪图收藏字画。誘姦民女，萬曆四十三年（1615年）九月陆兆芳家的使女绿英被董其昌姦淫得逞，藏嬌於白龍潭“護珠閣”。綠英乘隙逃回泖口，其昌唆使其子祖权带领家奴一百多人前往陆家庄，劫走绿英，地方官府不敢辦案。有華亭縣學學生范昶將其惡行編撰《黑白傳》，有“白公子夜袭陆家庄，黑秀才怒斥龙门里”的书目（陆秀才肤色较黑，董其昌别号思白），说书人钱二到處說唱，結果范昶被痛毆，不日暴死。董氏又對范氏家屬加以凌逼，終於激起民憤。
然而根據第三次全國文物普查發現的《府學申復理刑廳公文》中說：「董宦於舊年八月間，因生員陸兆芳家使女繼養宦僕之家。此女探望生母未回，董僕陳明糾眾打毀陸兆芳家資，將女搶去。」
綠英的繼父陳明是董其昌的僕人，和董其昌與其子董祖常並沒有任何關係。
萬曆四十四年三月十五爆發「民抄董宦」一案，儿童妇女竞相传播“若要柴米强（強，方言，指廉價），先杀董其昌”的民谣，當地鄉民以至上海、青浦、金山等處的報怨者將董家200餘间画栋雕梁、朱栏曲槛烧成灰烬，董其昌搜集的古今珍贵书画篆刻收藏，全付之一炬。

## 延伸阅读
[在维基数据编辑]
 在维基文库阅读此作者作品（ 在维基共享资源阅览影像）
 《明史卷二百八十八》，出自《明史》

### 引用
1. ↑  《萬曆十七年己丑科進士履歷》：董其昌，思白，書一房，乙卯正月十九日生。華亭籍上海人，戊子鄉試，會試二名，二甲一名。吏部政，改翰林院庶吉士，辛卯二月告病，癸丑補编修，丁酉江西主考，己亥升湖廣付使，本年准致仕，甲辰補湖廣提学付使，戊申升四川付使，癸丑補山東付使，本年升河南怀庆道參政，庚申調河南道，养病，辛酉太僕寺少卿，壬戌仍以太常寺少卿管國子監司業事，癸亥升少詹，掌南翰林院，升礼部右侍郎、协理詹事府，左侍郎，乙丑升南礼部尚書，驰驲回籍，以原官掌詹事府印，甲戌驰驲回籍。
2. ↑  沈愷《環溪集》《静軒錢公暨配潘孺人合葬墓誌銘》
3. ↑  《茶餘客話·卷二·董其昌夢與父同榜》：董文敏思白，父名漢儒，少年諸生，早故。萬曆己丑，思白夢與父同榜中式，自謂不吉。揭曉中第二名。董誼庵，名漢儒，亦同榜進士。
4. ↑  袁宏道：《與董思白書》，見黃霖《金瓶梅資料匯編》，中華書局1987年版第227頁。
5. ↑  .   [2024-02-06]. （原始内容存档于2024-02-06）.
6. ↑  .   [2024-02-07]. （原始内容存档于2024-02-07）.
7. ↑  http://books.google.com.hk/books?id=sl4lnw9IERQC&lpg=PA173&ots=huH9TJjDCP&dq=%E8%91%A3%E5%85%B6%E6%98%8C%20%E9%99%86%E5%85%86%E8%8A%B3&hl=zh-TW&pg=PA173#v=onepage&q=%E8%91%A3%E5%85%B6%E6%98%8C%20%E9%99%86%E5%85%86%E8%8A%B3&f=false
8. ↑  http://books.google.com.tw/books?id=LuwYzBIs_IAC&lpg=PA115&ots=U791vrpUQb&dq=%E8%91%A3%E5%85%B6%E6%98%8C%20%E4%BA%BA%E5%93%81&hl=zh-TW&pg=PA115#v=onepage&q&f=false

### 书籍
- 任道斌《董其昌系年》
- 《民抄董宦事實》
- 《明通鑒》
- 張子寧：〈董其昌畫山水的歷程 （页面存档备份，存于）〉。
- 方闻：〈董其昌与正统画论 （页面存档备份，存于）〉。
- 董其昌；井土霊山日譯「画眼」『書道及畫道第三巻第九号』
- 董其昌；井土霊山日譯「画眼（二）」『書道及畫道第二巻第十号』